# Финал Кубка Швеции по футболу 1946
Финал Кубка Швеции по футболу 1946 года — финальный матч 6-го розыгрыша Кубка Швеции по футболу состоялся 25 августа на стадионе «Росунда» в Стокгольме.

## Путь к финалу
| Мальмё              | Мальмё              | Стадия          | Отвидаберг | Отвидаберг |
| ------------------- | ------------------- | --------------- | ---------- | ---------- |
| Соперник            | Результат           | Раунд           | Соперник   | Результат  |
| Не принимал участия | Не принимал участия | 1-й квал. раунд | Эребру ИК  | 6:0        |
| Не принимал участия | Не принимал участия | 2-й квал. раунд | Авеста     | 3:0        |
| Не принимал участия | Не принимал участия | 1-й раунд       | Вернаму    | 2:1        |
| Браге               | 3:0                 | 2-й раунд       | Хальмия    | 2:1        |
| Слейпнер            | 3:1                 | 1/4 финала      | Тидахольм  | 3:1 (д.в.) |
| Хельсингборг        | 7:0                 | 1/2 финала      | АИК        | 2:1        |

## Отчёт о матче
| Мальмё                                    | 3:0 | Отвидаберг |
| ----------------------------------------- | --- | ---------- |
| - Йёнссон 26′ - Таппер 35′ - Йертссон 75′ |     |            |

| Мальмё:       |                  |
| Вр            | Хельге Бенгтссон |
| Защ           | Ханс Мальмстрём  |
| Защ           | Эрик Нильссон    |
| Защ           | Челль Росен      |
| Защ           | Стуре Мортенссон |
| ПЗ            | Челль Йертссон   |
| ПЗ            | Эгон Йёнссон     |
| ПЗ            | Бёрье Таппер     |
| ПЗ            | Густав Нильссон  |
| Нап           | Вальфрид Эк      |
| Нап           | Стеллан Нильссон |
| Тренер:       |                  |
| Свен Нильссон |                  |

| Отвидаберг:    |                    |
| Вр             | Стиг Нильссон      |
| Защ            | Леннарт Петтерссон |
| Защ            | Руне Блумквист     |
| Защ            | Карл-Эрик Херлин   |
| Защ            | Юнгве Эриксон      |
| ПЗ             | Нильс Юханссон     |
| ПЗ             | Эрик Сёдергрен     |
| ПЗ             | Эйнар Лео          |
| ПЗ             | Эстен Андерссон    |
| Нап            | Арне Челль         |
| Нап            | Эрик Бергстрём     |
| Тренер:        |                    |
| Кальман Конрад |                    |